# 阿穆省

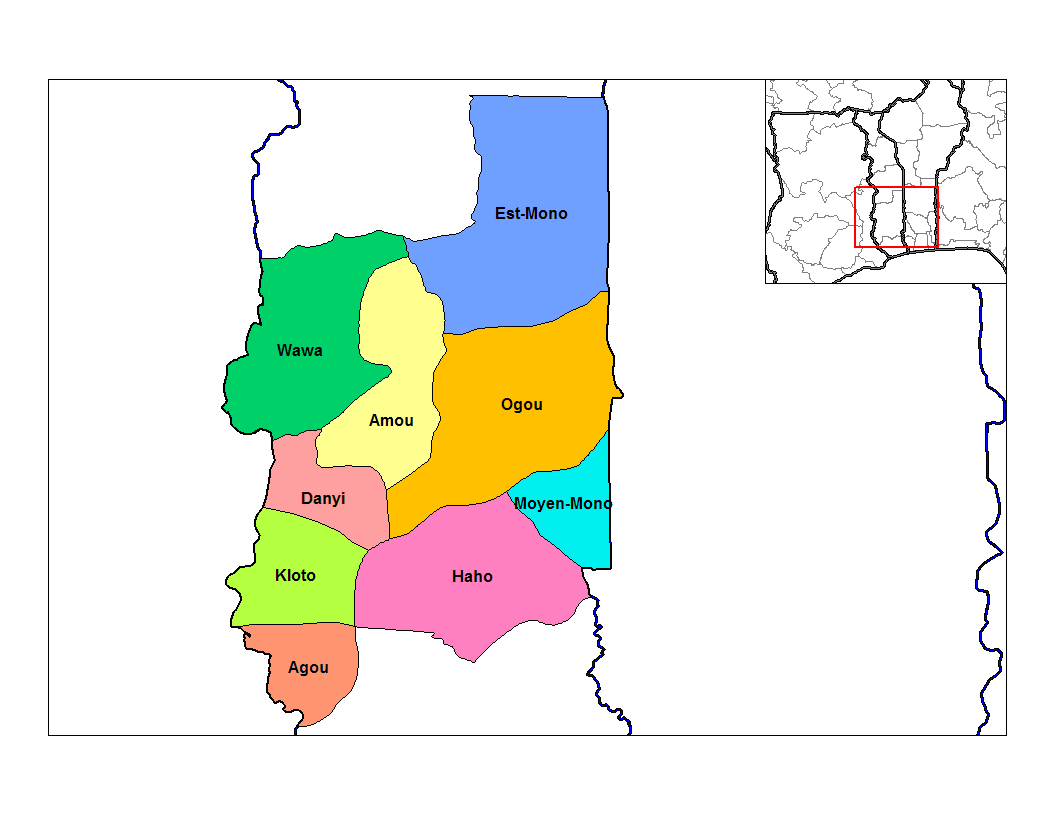

7°34′01″N 1°06′00″W / 7.567°N 1.100°W
阿穆省（法語：Préfecture d'Amou），是多哥的30個省份之一，位於該國中南部，由高原區負責管轄，首府設於阿姆拉梅，面積2,003平方公里，2010年人口105,091，人口密度每平方公里52.5人。